# Балонът
„Балонът“ (на унгарски: Léghajó) е картина на унгарския художник Пал Синеи Мерше от 1878 г.
Картината е рисувана с маслени бои върху платно и е с размери 42 x 39,3 cm. След като напуска Мюнхен през май 1873 г., се завръща към родното си място в Унгария. Както при много от своите сънародници, пътува до Франция, за да се запознае с новите течения в изкуството. След като се завръща в Унгария, се жени, поради семейните грижи не успява да осъществи много от своите творчески замисли. През 1878 г. започва да рисува картини пълни с оптимизъм, символ на дързостта и младостта. Заинтересован е от техническия прогрес и иновациите. Картината му „Балонът“ символизира прогресът, като във въздуха човек забравя за всичките си дребнави проблеми и развива въображението си. В неговата живопис преодоляването на гравитацията маркира човешката мисъл като полет и творческа свобода.
Картината в част от фонда на Националния музей в Будапеща, Унгария.